# Pelagornis sandersi
Pelagornis sandersi ist eine ausgestorbene Art extrem großer Meeresvögel aus der Familie der Pelagornithidae (Pseudozahnvögel), die vor 25 Millionen Jahren die Küsten South Carolinas bewohnte. Bei Pelagornis sandersi und dem ähnlich großen Argentavis magnificens handelt es sich um die größten bekannten flugfähigen Vogelarten.
Der Umfang der Beinknochen lässt auf ein Gewicht von 20, vielleicht sogar bis zu 40 Kilogramm schließen. Einschließlich Federn wird die Flügelspanne auf zwischen 6,0 m und 7,4 m geschätzt. Der Körperbau wird als im Verhältnis zu den Flügeln auffallend klein, der Knochenbau als besonders grazil beschrieben. Das Körperskelett war sehr dünnwandig, die Flügelknochen zudem stark abgeflacht. Schädel mit Schnabel messen zusammen fast 60 cm. Der Schnabel war auf Grund seiner besonderen Bauweise verhältnismäßig beweglich. Ein kräftiges Gelenk am Ansatz des Oberschnabels ermöglichte, diesen hochzuklappen. Die Kieferhälften des Unterschnabels waren vorn nicht zusammengewachsen, sondern über ein dehnbares Gelenk verbunden. Das Kiefergelenk ermöglichte zudem, den Schnabel zum Beutefang weit zu öffnen und seitlich zu dehnen. Insgesamt lässt dies auf eine räuberische Lebensweise schließen, die auf das Erjagen großer Beutetiere über dem offenen Meer ausgerichtet war. Ein Exemplar eines fast vollständigen bzw. gut erhaltenen Kopfes ist im Charleston Museum ausgestellt.